# Алгоритм Беллмана — Форда
Алгоритм Беллмана — Форда — алгоритм поиска кратчайшего пути во взвешенном графе. За время {\displaystyle O(|V|\cdot |E|)} алгоритм находит кратчайшие пути от одной вершины графа до всех остальных. В отличие от алгоритма Дейкстры, алгоритм Беллмана — Форда допускает рёбра с отрицательным весом. Предложен независимо Ричардом Беллманом и Лестером Фордом.
Алгоритм маршрутизации RIP (алгоритм Беллмана — Форда) был впервые разработан в 1969 году, как основной для сети ARPANET.

## Формулировка задачи
Дан ориентированный или неориентированный граф {\displaystyle G} со взвешенными рёбрами. Длиной пути назовём сумму весов рёбер, входящих в этот путь. Требуется найти кратчайшие пути от выделенной вершины {\displaystyle s} до всех вершин графа.
Заметим, что кратчайших путей может не существовать. Так, в графе, содержащем цикл с отрицательным суммарным весом, существует сколь угодно короткий путь от одной вершины этого цикла до другой (каждый обход цикла уменьшает длину пути). Цикл, сумма весов рёбер которого отрицательна, называется отрицательным циклом.

## Решение задачи на графе без отрицательных циклов
Решим поставленную задачу на графе, в котором заведомо нет отрицательных циклов.
Для нахождения кратчайших путей от одной вершины до всех остальных, воспользуемся методом динамического программирования. Построим матрицу {\displaystyle A_{ij}}, элементы которой будут обозначать следующее:
{\displaystyle A_{ij}} — это длина кратчайшего пути из {\displaystyle s} в {\displaystyle i}, содержащего не более {\displaystyle j} рёбер.
Путь, содержащий 0 рёбер, существует только до вершины {\displaystyle s}. Таким образом, {\displaystyle A_{i0}} равно 0 при {\displaystyle i=s}, и {\displaystyle +\infty } в противном случае.
Теперь рассмотрим все пути из {\displaystyle s} в {\displaystyle i}, содержащие ровно {\displaystyle j} рёбер. Каждый такой путь есть путь из {\displaystyle j-1} ребра, к которому добавлено последнее ребро. Если про пути длины {\displaystyle j-1} все данные уже подсчитаны, то определить {\displaystyle j}-й столбец матрицы не составляет труда.
Так выглядит алгоритм поиска длин кратчайших путей в графе без отрицательных циклов:
```
for
 

  

    

      

        
v

        
∈

        
V

      

    

    
{\displaystyle v\in V}

  

  
do
 

  

    

      

        
d

        
[

        
v

        
]

        
←

        
+

        
∞

      

    

    
{\displaystyle d[v]\gets +\infty }

  

  

    

      

        
d

        
[

        
s

        
]

        
←

        
0

      

    

    
{\displaystyle d[s]\gets 0}

  

for
 

  

    

      

        
i

        
←

        
1

      

    

    
{\displaystyle i\gets 1}

  

 
to
 

  

    

      

        

          
|

        

        
V

        

          
|

        

        
−

        
1

      

    

    
{\displaystyle |V|-1}

  

  
do for
 

  

    

      

        
(

        
u

        
,

        
v

        
)

        
∈

        
E

      

    

    
{\displaystyle (u,v)\in E}

  

    
if
 

  

    

      

        
d

        
[

        
v

        
]

        
>

        
d

        
[

        
u

        
]

        
+

        
w

        
(

        
u

        
,

        
v

        
)

      

    

    
{\displaystyle d[v]>d[u]+w(u,v)}

  

      
then
 

  

    

      

        
d

        
[

        
v

        
]

        
←

        
d

        
[

        
u

        
]

        
+

        
w

        
(

        
u

        
,

        
v

        
)

      

    

    
{\displaystyle d[v]\gets d[u]+w(u,v)}

  

return
 

  

    

      

        
d

      

    

    
{\displaystyle d}

  

```

Здесь {\displaystyle V} — множество вершин графа {\displaystyle G}, {\displaystyle E} — множество его рёбер, а {\displaystyle w} — весовая функция, заданная на рёбрах графа (возвращает длину дуги, ведущей из вершины {\displaystyle u} в {\displaystyle v}), {\displaystyle d} — массив, содержащий расстояния от вершины {\displaystyle s} до любой другой вершины.
Внешний цикл выполняется {\displaystyle |V|-1} раз, поскольку кратчайший путь не может содержать большее число рёбер, иначе он будет содержать цикл, который точно можно выкинуть.
Вместо массива {\displaystyle d} можно хранить всю матрицу {\displaystyle A}, но это требует {\displaystyle O(V^{2})} памяти. Зато при этом можно вычислить и сами кратчайшие пути, а не только их длины. Для этого заведем матрицу {\displaystyle P_{ij}}.
Если элемент {\displaystyle A_{ij}} содержит длину кратчайшего пути из {\displaystyle s} в {\displaystyle i}, содержащего {\displaystyle j} рёбер, то {\displaystyle P_{ij}} содержит предыдущую вершину до {\displaystyle i} в одном из таких кратчайших путей (ведь их может быть несколько).
Теперь алгоритм Беллмана-Форда выглядит так:
```
for
 

  

    

      

        
v

        
∈

        
V

      

    

    
{\displaystyle v\in V}

  

  
for
 

  

    

      

        
i

        
←

        
0

      

    

    
{\displaystyle i\gets 0}

  

 
to
 

  

    

      

        

          
|

        

        
V

        

          
|

        

        
−

        
1

      

    

    
{\displaystyle |V|-1}

  

    
do
 

  

    

      

        

          
A

          

            
v

            
i

          

        

        
←

        
+

        
∞

      

    

    
{\displaystyle A_{vi}\gets +\infty }

  

  

    

      

        

          
A

          

            
s

            
0

          

        

        
←

        
0

      

    

    
{\displaystyle A_{s0}\gets 0}

  

for
 

  

    

      

        
i

        
←

        
1

      

    

    
{\displaystyle i\gets 1}

  

 
to
 

  

    

      

        

          
|

        

        
V

        

          
|

        

        
−

        
1

      

    

    
{\displaystyle |V|-1}

  

  
do for
 

  

    

      

        
(

        
u

        
,

        
v

        
)

        
∈

        
E

      

    

    
{\displaystyle (u,v)\in E}

  

    
if
 

  

    

      

        

          
A

          

            
v

            
i

          

        

        
>

        

          
A

          

            
u

            
,

            
i

            
−

            
1

          

        

        
+

        
w

        
(

        
u

        
,

        
v

        
)

      

    

    
{\displaystyle A_{vi}>A_{u,i-1}+w(u,v)}

  

      
then
 

  

    

      

        

          
A

          

            
v

            
i

          

        

        
←

        

          
A

          

            
u

            
,

            
i

            
−

            
1

          

        

        
+

        
w

        
(

        
u

        
,

        
v

        
)

      

    

    
{\displaystyle A_{vi}\gets A_{u,i-1}+w(u,v)}

  

           

  

    

      

        

          
P

          

            
v

            
i

          

        

        
←

        
u

      

    

    
{\displaystyle P_{vi}\gets u}

  

```

После выполнения этого алгоритма элементы {\displaystyle A_{i,j}} содержат длины кратчайших путей от {\displaystyle s} до {\displaystyle i} с количеством рёбер {\displaystyle j}, и из всех таких путей следует выбрать самый короткий. А сам кратчайший путь до вершины {\displaystyle i} с {\displaystyle j} рёбрами восстанавливается так:
```
while
 

  

    

      

        
j

        
>

        
0

      

    

    
{\displaystyle j>0}

  

  

  

    

      

        
p

        
[

        
j

        
]

        
←

        
i

      

    

    
{\displaystyle p[j]\gets i}

  

  

  

    

      

        
i

        
←

        

          
P

          

            
i

            
j

          

        

      

    

    
{\displaystyle i\gets P_{ij}}

  

  

  

    

      

        
j

        
←

        
j

        
−

        
1

      

    

    
{\displaystyle j\gets j-1}

  

return
 
p
```

## Граф с отрицательными циклами
Алгоритм Беллмана-Форда позволяет очень просто определить, существует ли в графе {\displaystyle G} отрицательный цикл, достижимый из вершины {\displaystyle s}. Достаточно произвести внешнюю итерацию цикла не {\displaystyle |V|-1}, a ровно {\displaystyle |V|} раз. Если при исполнении последней итерации длина кратчайшего пути до какой-либо вершины строго уменьшилась, то в графе есть отрицательный цикл, достижимый из {\displaystyle s}.
На основе этого можно предложить следующую оптимизацию: отслеживать изменения в графе и, как только они закончатся, сделать выход из цикла (дальнейшие итерации будут бессмысленны).